# Bòsc de la Pèira
Bòsc de la Pèira (en francès Bois-de-la-Pierre) és un municipi occità de Volvestre, al Llenguadoc, situat a la regió d'Occitània i en el departament de l'Alta Garona.